# Louis Bernard Bonjean
Louis Bernard Bonjean (Valence, 4 december 1804 - Parijs, 24 mei 1871) was een Frans jurist en politicus.

## Biografie
Louis Bernard Bonjean was afkomstig van een arme familie en begon met het onderwijzen van wiskunde en recht. Tijdens de Julirevolutie in 1830 nam hij deel aan de gevechten en verloor daarbij een oog.
In 1838 werd hij advocaat bij het Hof van Cassatie. In 1848 werd hij volksvertegenwoordiger voor het departement Drôme.
Van 9 tot 24 januari 1851 was hij kortstondig minister van Landbouw. Nadien werd hij advocaat-generaal bij het Hof van Cassatie (1852) en werd hij door keizer Napoleon III benoemd tot senator (1855), waardoor hij zetelde in de Senaat.
Tijdens de Commune van Parijs nam hij voorlopige wijze de functie van eerste voorzitter van het Hof op zich. In deze hoedanigheid werd hij opgepakt op 18 maart 1871 en later gefusilleerd, op 24 mei 1871, op het zelfde moment waarop ook een journalist en enkele Parijse geestelijken werden omgebracht.
- Bibsys: 2075771
- Bibliothèque nationale de France: cb155626065 (data)
- Gemeinsame Normdatei: 117618403
- International Standard Name Identifier: 0000 0001 1020 1488
- Library of Congress Control Number: no90000610
- Base Léonore: LH//281/5
- Nationale Bibliotheek van Israël: 987007330601005171
- Nederlandse Thesaurus van Auteursnamen: 099092387
- Réseau des bibliothèques de Suisse occidentale: 02-A003023333
- Système universitaire de documentation: 073671614
- Virtual International Authority File: 2784190
- WorldCat: E39PBJpjcfKMGXWq3dCkdjmjmd